# Patriotes de Longueuil
 (signalé en juin 2025).
Si vous disposez d'ouvrages ou d'articles de référence ou si vous connaissez des sites web de qualité traitant du thème abordé ici, merci de compléter l'article en donnant les références utiles à sa vérifiabilité et en les liant à la section « Notes et références ».
- Archive Wikiwix
- Bing
- Cairn
- DuckDuckGo
- E. Universalis
- Gallica
- Google
- G. Books
- G. News
- G. Scholar
- Persée
- Qwant
- (zh) Baidu
- (ru) Yandex
- (wd) trouver des œuvres sur Wikidata

Les Patriotes de Longueuil sont une équipe de crosse évoluant au sein de la Ligue de crosse junior du Québec.
À leur première année dans la ligue de crosse junior du Québec, les Patriotes de Longueuil ont remporté les honneurs de la saison régulière en amassant une seule défaite et 13 victoires pour un total de 26 points, ce qui leur a permis d'avoir l'avantage de la glace pendant toutes les séries. 
Pour ce qui est de séries les Patriotes ont commencé contre la huitième équipe au classement. Ils en n'ont fait qu'une bouchée en remportant la série 2/3 en deux matchs expéditifs de 21-3 et 15-3. En remportant cette série les Patriotes ont affronté le Shamrock de West Island, malgré du jeu robuste, les Patriotes ont remporté la série 3 de 5 en trois matchs de 9-4, 5-2 et 9-4. 
Par la suite les Patriotes allaient se mesurer aux champions des séries éliminatoires de la saison précédente, l'Extrême de Sherbrooke. Cette fois-ci, les Patriotes ont eu du fil a retordre, remportant le premier match 7-4 et perdant le deuxième 8-7. Les Patriotes ont remporté les troisième et quatrième matchs par des marques de 10-7 et de 9-5, pour ainsi mettre la main sur la coupe remise aux champions des séries éliminatoires. 
En remportant cette série les Patriotes ont représenté le Québec à la Coupe Founders qui se tenait en Colombie-Britannique. 
Dans l'année, notons la performance des frères Carpentier : Jessy étant le meilleur gardien de l'année et Merrick qui a terminé au premier rang des pointeurs.

## Classement
| équipes                  | mj | v  | d  | dp | bp  | bc  | pts |
| ------------------------ | -- | -- | -- | -- | --- | --- | --- |
| Patriotes de Longueuil   | 14 | 13 | 1  | -  | 169 | 52  | 26  |
| Extrême de Sherbrooke    | 14 | 12 | 1  | 1  | 204 | 80  | 25  |
| Aigles de Windsor        | 14 | 10 | 4  | -  | 178 | 98  | 20  |
| Shamrocks de West-Island | 14 | 8  | 5  | 1  | 160 | 94  | 17  |
| Astérix de Valleyfield   | 14 | 6  | 7  | 1  | 99  | 116 | 13  |
| Éclairs de Shawinigan    | 14 | 5  | 8  | 1  | 124 | 139 | 11  |
| Braves de St-Laurent     | 14 | 2  | 12 | -  | 73  | 211 | 4   |
| Rebels de Laval          | 14 | 0  | 14 | -  | 45  | 234 | 0   |